# Utami Hayashishita
Utami Hayashishita (林下詩美, Hayashishita Utami, nascida em 14 de setembro de 1998) é uma lutadora profissional japonesa. Ela está atualmente trabalhando para a Dream Star Fighting Marigold. Utami é mais conhecida por seu tempo na World Wonder Ring Stardom, onde foi a antiga líder do grupo Queen's Quest.
Desde sua estreia em 12 de agosto de 2018, ela conquistou uma vez o World of Stardom Championship, três vezes o Goddesses of Stardom Championship, uma vez o Artist of Stardom Championship, uma vez o Future of Stardom Championship e uma vez SWA World Championship. Ela é a vencedora do 5Star Grand Prix de 2020, da Goddesses of Stardom Tag League de 2018 e do Trios Tag Team Tournament de 2019. Hayashishita também é uma ex-campeã internacional da Pro-Wrestling: EVE, tendo conquistado o título uma vez.

## Início de vida
De 2006 a 2013, Hayashishita foi apresentada em um programa de reality que documentava sua família de 12 pessoas. Ela teria se interessado por wrestling profissional durante o terceiro ano do ensino fundamental, após assistir a Tajiri com sua família quando ele estava na WWE. Após se formar no ensino médio, ela fez audições no dojo da Stardom enquanto também ajudava a pagar as despesas escolares de suas irmãs trabalhando em um restaurante. Utami possui faixa preta em judô.

## Carreira na luta livre profissional

### World Wonder Ring Stardom (2018–2024)

#### Início de carreira e reinados (2018–2021)
Após assistir ao show de retorno de Yoshihiro Tajiri, Hayashishita começou a treinar na World Wonder Ring Stardom em março de 2018. Em 12 de agosto de 2018, Hayashishita fez sua estreia em uma luta contra Jungle Kyona, que terminou em empate por limite de tempo e marcou o início de uma rivalidade com Kyona. Em 18 de agosto, Hayashishita entrou no 2018 5Star Grand Prix, no qual perdeu na final para Mayu Iwatani. Em 26 de agosto, ela e Momo Watanabe formaram uma equipe pela primeira vez e venceram uma luta four-way de duplas, após o que Hayashishita continuou a lutar frequentemente ao lado das membros do Queen's Quest. No Mask Fiesta 2018, em 28 de outubro, Hayashishita, com o nome de ringue Red Snake, usou uma máscara e fez parceria com Black Fuzzy Peach, Masked Wan-chan e Mini Iotica para derrotar Fancy Maruyama, Natsuki Urabe, Reo Hazuki e Yukari Ishino. Em 4 de novembro, Hayashishita venceu a 2018 Goddesses of Stardom Tag League com Momo Watanabe. No Best of Goddesses 2018, em 23 de novembro, Hayashishita conquistou seu primeiro título quando ela e Momo Watanabe derrotaram J.A.N. (Jungle Kyona e Natsuko Tora) para ganhar o Goddesses of Stardom Championship. Após isso, Hayashishita se juntou oficialmente ao Queen's Quest. Em 2 de dezembro, Hayashishita venceu uma luta gauntlet entre quatro mulheres para se tornar a Novata do Ano da Stardom de 2018. No 2018 Stardom Awards, em 24 de dezembro, Hayashishita ganhou o Prêmio de Desempenho Extraordinário, e ela e Momo Watanabe ganharam o prêmio de Melhor Dupla. Hayashishita também recebeu o Prêmio de Novata do Ano de 2018 do Tokyo Sports.

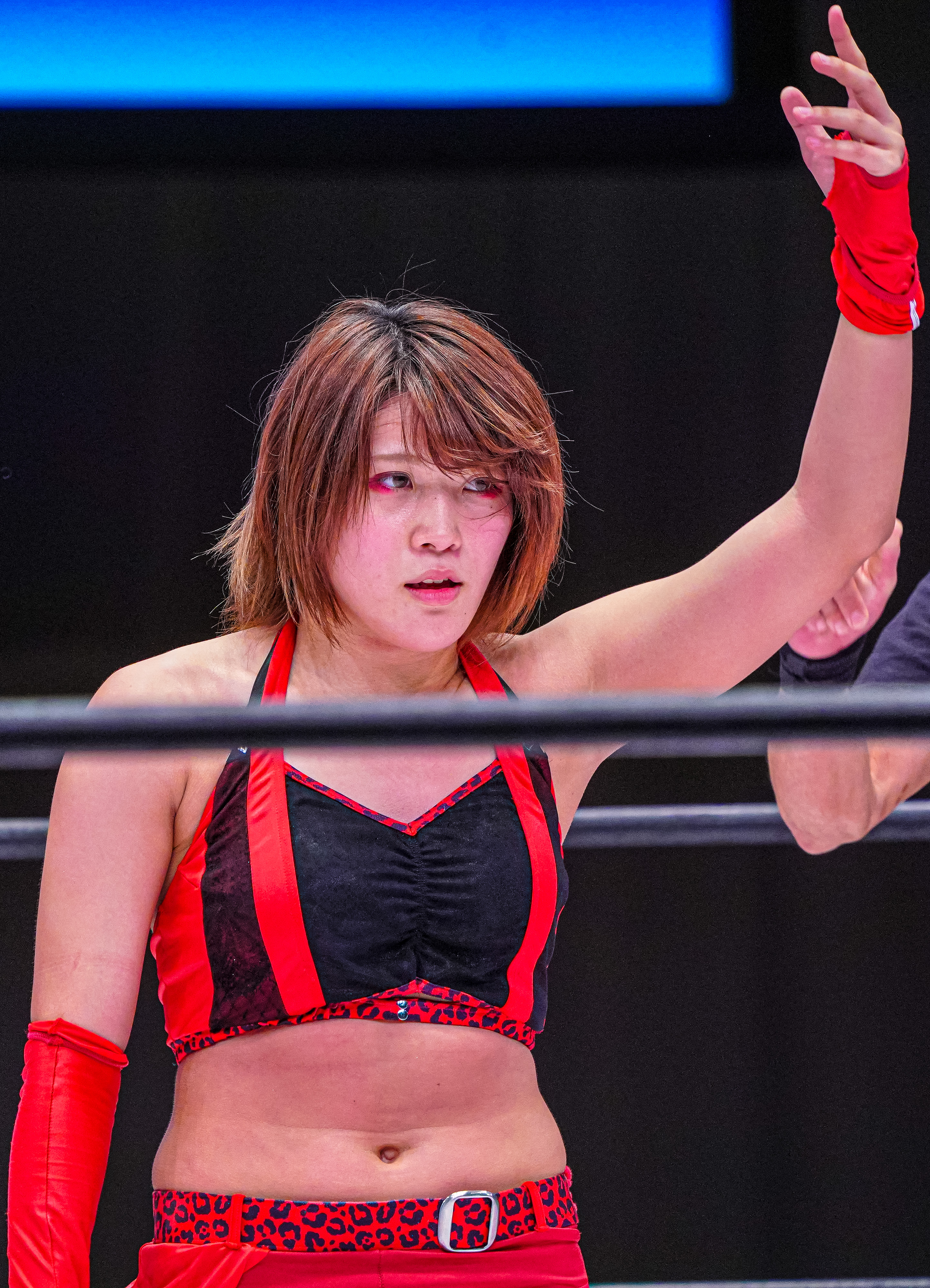
Hayahishita em julho de 2019.

Em 3 de janeiro de 2019, Hayashishita conquistou o Future of Stardom Championship ao derrotar Starlight Kid. Em 5 de janeiro, junto com suas companheiras de Queen's Quest, Bea Priestley e Viper, venceu o torneio Trios Tag Team que durou um dia. No show de 8º Aniversário da Stardom, em 14 de janeiro, Hayashishita derrotou Viper para ganhar o Pro-Wrestling: EVE International Championship e o SWA Undisputed World Women's Championship, tornando-se uma campeã quádrupla. Em 5 de abril, Hayashishita participou do primeiro evento da Stardom nos Estados Unidos, em Nova Iorque, onde desafiou sua parceira de dupla Momo Watanabe pelo Wonder of Stardom Championship, mas não teve sucesso. Após essa luta, ela entrou em um hiato de dois meses devido a uma lesão na mão. Em 15 de julho, Hayashishita e Watanabe perderam o Goddesses of Stardom Championship para Tokyo Cyber Squad (Konami e Jungle Kyona), encerrando seu reinado de 234 dias com seis defesas de título bem-sucedidas. Hayashishita competiu no 2019 5Star Grand Prix, mas saiu do torneio precocemente em 7 de setembro devido a uma lesão no dedo. Hayashishita retornou em 15 de novembro, quando fez parceria com Leo Onozaki, mas perdeu para Oedo Tai (Hazuki e Natsuko Tora). Em 23 de novembro, Hayashishita, Momo Watanabe e AZM conquistaram o Artist of Stardom Championship ao derrotar Oedo Tai (Andras Miyagi, Kagetsu e Natsu Sumire).
No show de 9º Aniversário da Stardom, em 19 de janeiro de 2020, Hayashishita desafiou Arisa Hoshiki pelo Wonder of Stardom Championship, mas não teve sucesso. Em 26 de janeiro, Hayashishita perdeu o SWA World Championship para Jamie Hayter. Em 8 de fevereiro, ela, Momo Watanabe e AZM perderam o Artist of Stardom Championship para Donna del Mondo (Giulia, Maika e Syuri). Em 16 de fevereiro, Hayashishita defendeu com sucesso o Future of Stardom Championship contra Saya Kamitani, mas posteriormente deixou o título vago para focar em conquistar os campeonatos Wonder of Stardom e World of Stardom. Em 3 de março, Hayashishita e Momo Watanabe desafiaram Oedo Tai (Jamie Hayter e Bea Priestley) pelo Goddesses of Stardom Championship, mas não tiveram sucesso. No evento Cinderella Summer in Tokyo, em 26 de julho, Hayashishita e Saya Kamitani conquistaram o Goddesses of Stardom Championship que estava vago. Em 19 de setembro, Hayashishita venceu o 2020 5Star Grand Prix ao derrotar Himeka na final. No Sendai Cinderella, em 15 de novembro, Hayashishita conquistou o World of Stardom Championship ao derrotar Mayu Iwatani. Hayashishita fez sua primeira defesa bem-sucedida do título em 20 de dezembro, no Osaka Dream Cinderella, contra sua companheira de Queen's Quest, Momo Watanabe. Em 26 de dezembro, ela e Saya Kamitani perderam o Goddesses of Stardom Championship para Konami e Bea Priestley, encerrando seu reinado de 153 dias.

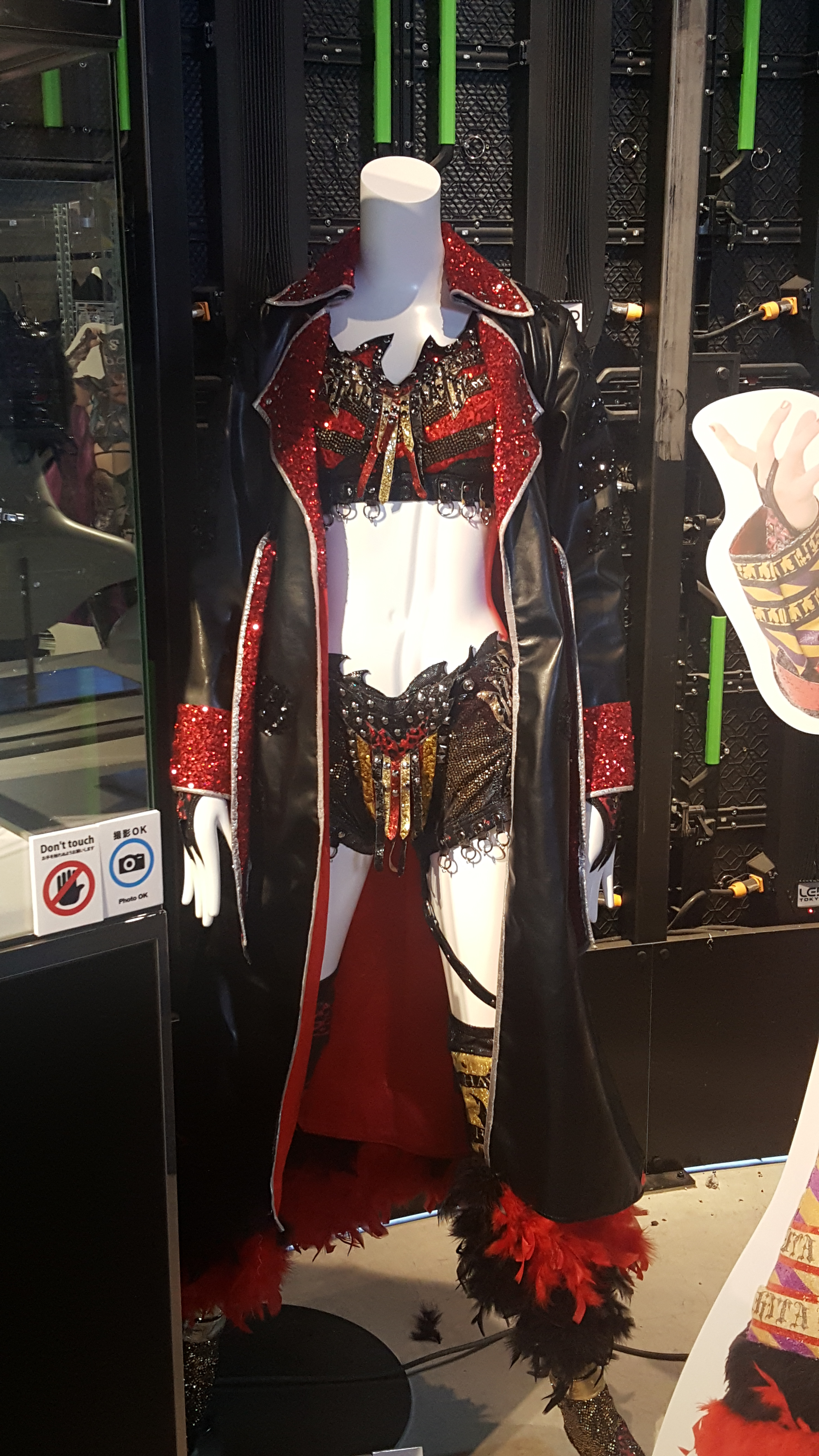
Uma das vestimentas de ringue de Hayashishita em exibição na loja temporária da Stardom em Tóquio, em novembro de 2021.

Na All Star Dream Cinderella, em 3 de março de 2021, Hayashishita defendeu com sucesso o World of Stardom Championship contra sua companheira de grupo do Queen's Quest, Saya Kamitani. Um mês depois, no Yokohama Dream Cinderella, em 4 de abril, Hayashishita defendeu com sucesso o World of Stardom Championship contra Bea Priestley, na última luta de Priestley na Stardom. Na primeira noite do Torneio Cinderella de 2021, em 10 de abril, Hayashishita derrotou Mina Shirakawa na luta da primeira rodada. Na segunda noite, em 14 de maio, ela foi derrotada por Syuri na luta da segunda rodada. Na terceira noite, em 12 de junho, Hayashishita defendeu com sucesso o World of Stardom Championship contra Syuri duas vezes, depois que ambas as competidoras pediram a reinicialização da luta após um empate no tempo limite de 30 minutos. Esta foi considerada uma única defesa válida para Hayashishita. A primeira luta entre Hayashishita e Syuri recebeu uma classificação de 5,5 estrelas de Dave Meltzer, tornando-se a luta mais bem avaliada da história do wrestling feminino até aquele momento. No Yokohama Dream Cinderella 2021 em Summer, em 4 de julho, Hayashishita defendeu com sucesso o World of Stardom Championship contra Natsuko Tora, por interrupção médica, após Tora sofrer uma lesão legítima no joelho durante a luta. Hayashishita competiu no 5Star Grand Prix de 2021, entre 31 de julho e 25 de setembro. Ela foi colocada no Bloco Blue Stars, onde não conseguiu alcançar a final, após conquistar um total de 10 pontos. No Stardom 10th Anniversary Grand Final Osaka Dream Cinderella, em 9 de outubro, Hayashishita defendeu com sucesso o World of Stardom Championship contra Takumi Iroha, que competiu como convidada do Marvelous That's Women Pro Wrestling. No Kawasaki Super Wars, em 3 de novembro, Hayashishita defendeu o World of Stardom Championship contra Hazuki, que estava fazendo seu retorno. No Tokyo Super Wars, em 27 de novembro, ela defendeu o título novamente com sucesso contra Maika. No Stardom Dream Queendom, em 29 de dezembro, Hayashishita perdeu o World of Stardom Championship para Syuri, em uma luta "winner-takes-all" (a vencedora leva tudo), também valendo o SWA World Championship, encerrando seu reinado de 409 dias.

#### Liderança do Queen's Quest (2022–2024)
No Osaka Super Wars, em 18 de dezembro de 2021, Hayashishita fez equipe com suas companheiras de grupo do Queen's Quest AZM, Saya Kamitani e a capitã da unidade Momo Watanabe para enfrentar o Oedo Tai (Starlight Kid, Saki Kashima, Konami e Ruaka) em uma luta de eliminação por equipes. Durante essa luta, Watanabe traiu o Queen's Quest ao atacar AZM com uma cadeira de aço, resultando em sua desqualificação. Watanabe então se juntou ao Oedo Tai, deixando o Queen's Quest sem líder.
No show de premiação do Stardom de 2021, em 3 de janeiro de 2022, Hayashishita, AZM e Saya Kamitani se envolveram em uma briga com o Oedo Tai após sua luta contra Fukigen Death, Saki Kashima e Ruaka. As três membros do Queen's Quest estavam em desvantagem numérica, mas receberam ajuda de Lady C, que correu para o ringue para tentar salvá-las. Após o Oedo Tai recuar, Hayashishita ofereceu a Lady C um lugar no Queen's Quest, o que Lady C aceitou. No Nagoya Supreme Fight, em 29 de janeiro, Hayashishita e AZM foram derrotadas por Momo Watanabe e Starlight Kid. No Cinderella Journey, em 23 de fevereiro, ela fez equipe com Lady C em uma luta que perderam para Starlight Kid e Ruaka. No New Blood 1, em 11 de março, Hayashishita derrotou a estreante Miyu Amasaki. Apesar da derrota de Amasaki, Hayashishita ficou tão impressionada com a performance de Amasaki que ofereceu a ela um lugar no Queen's Quest, o que Amasaki aceitou. Na primeira noite do World Climax 2022, em 26 de março, Hayashishita desafiou Saya Kamitani pelo Wonder of Stardom Championship, mas não teve sucesso. Hayashishita participou do Torneio Cinderella 2022, no qual foi eliminada na primeira rodada em 3 de abril após lutar contra Tam Nakano a um empate no limite de tempo.
Em 15 de maio de 2022, uma luta five-way entre Hayashishita, Lady C, AZM, Saya Kamitani e Hina ocorreu para determinar a nova líder do Queen's Quest, encerrando um período de quase seis meses sem uma líder eleita. Hayashishita venceu a luta, tornando-se assim a quarta líder do Queen's Quest. No Fight in the Top, em 26 de junho, Hayashishita, AZM e Saya Kamitani foram derrotadas pelo Stars (Mayu Iwatani, Koguma e Hazuki) em uma das primeiras lutas em uma jaula de aço da história do Stardom. No Stardom in Showcase vol.2, em 25 de setembro de 2022, Hayashishita fez equipe com Lady C e Syuri como parte do Rossy Ogawa Bodyguard Army em uma luta que perderam para o Grim Reaper Army (Yuu, Nanae Takahashi e Yuna Manase).
No Mid Summer Champions 2023, em 2 de julho de 2023, Hayashishita anunciou que faria uma pausa de suas funções como líder do Queen's Quest para fazer uma excursão nos Estados Unidos e se reavaliar. Hayashishita retornou na primeira noite do 5 Star Grand Prix 2023, em 23 de julho. Em setembro, Hayashishita sofreu uma hérnia cervical, o que a fez se retirar do 5 Star Grand Prix e entrar em um período de hiato. Hayashishita ganhou peso e fez seu retorno em 28 de novembro, ao lado de sua companheira de AphrOditE, Saya Kamitani, que também havia ficado afastada devido a uma lesão. No Nagoya Big Winter, em 2 de dezembro, AphrOditE conquistou o vago Goddesses of Stardom Championship ao derrotar o Divine Kingdom.
Em 21 de março de 2024, o Stardom anunciou que Hayashishita, Giulia, Mai Sakurai, MIRAI e Yuzuki deixariam a promoção assim que seus contratos expirassem em 31 de março de 2024. Em 30 de março, o AphroditE perdeu o Goddesses of Stardom Championship para o Crazy Star.

### Pro-Wrestling: EVE (2019)
No show de 8º aniversário do Stardom, em 14 de janeiro de 2019, Hayashishita derrotou Viper para conquistar o Campeonato Internacional da Pro-Wrestling: EVE. No EVE Wrestle Queendom 2, em 30 de junho, Hayashishita perdeu o Campeonato Internacional para Jamie Hayter em uma luta three-way de eliminação, que também envolveu Nina Samuels, encerrando seu reinado após 167 dias.

### New Japan Pro Wrestling (2021)
Em 5 de janeiro de 2021, na segunda noite do Wrestle Kingdom 15 da New Japan Pro-Wrestling (NJPW), Hayashishita fez sua primeira aparição na NJPW, onde, ao lado de AZM e Saya Kamitani, derrotou Himeka, Maika e Natsupoi em uma luta dark.

### Circuito independente dos Estados Unidos (2023)
Em julho de 2023, Hayashishita fez uma excursão pelo circuito independente dos Estados Unidos. No GCW Clean Up Man, em 8 de julho, Hayashishita derrotou Billie Starkz. Em 9 de julho, Hayashishita participou de uma luta pela Jersey Championship Wrestling, na qual derrotou Janai Kai. Na luta final de sua excursão pelo circuito independente, Hayashishita derrotou LuFisto no GCW Now and Forever, em 14 de julho.

### Ring of Honor (2023)
Hayashishita fez sua estreia na Ring of Honor (ROH) durante o episódio televisivo de 20 de julho de 2023, onde derrotou Trish Adora.

### Dream Star Fighting Marigold (2024–presente)
Em 15 de abril de 2024, o ex-produtor executivo do Stardom, Rossy Ogawa, realizou uma coletiva de imprensa para anunciar sua nova promoção, a Dream Star Fighting Marigold, com Hayashishita sendo uma das membros iniciais do elenco. Em 20 de maio de 2024, no evento de estreia do Marigold, Marigold Fields Forever, Hayashishita participou de uma luta de duplas ao lado de Giulia, mas foram derrotadas por Sareee e Bozilla. Em 13 de julho, no Summer Destiny, Hayashishita enfrentou Iyo Sky, da WWE, como ex-líderes do Queen's Quest do Stardom, mas não teve sucesso.
Em 28 de setembro, Hayashishita se tornou a vencedora inaugural do Dream★Star GP, após derrotar Mai Sakurai na final.

## Outras mídias

### Filmografia

#### Televisão
- 2006–2013: Tsuukai! Big Daddy (痛快!ビッグダディ)[4]

## Títulos e prêmios
- Dream Star Fighting Marigold
  - Dream★Star GP (2024)[63]
- ESPN
  - ESPN a colocou em #15ª dos 30 melhores lutadores profissionais com menos de 30 anos em 2023[64]
- Pro-Wrestling: EVE
  - Pro-Wrestling: EVE International Championship (1 vez)[6]
- Pro Wrestling Illustrated
  - PWI a colocou na #2ª posição das 150 melhores lutadoras individuais no PWI Women's 150 em 2021[65]
  - PWI a colocou na #20ª posição das 100 melhores duplas no PWI Tag Team 50 em 2020 com AZM, Momo Watanabe e Saya Kamitani[66]
- Tokyo Sports
  - Prêmio de Novata do Ano (2018)[3]
  - Grande Prêmio de Luta Livre Feminina (2021)[67]
- World Wonder Ring Stardom
  - Artist of Stardom Championship (1 vez) – com AZM e Momo Watanabe[16]
  - Future of Stardom Championship (1 vez)[11]
  - Goddesses of Stardom Championship (3 vezes) – com Momo Watanabe (1)[9] e Saya Kamitani (2)[22]
  - SWA World Championship (1 vez)[6]
  - World of Stardom Championship (1 vez)[24]
  - 5★Star GP (2020)[23]
  - Goddesses of Stardom Tag League (2018) – com Momo Watanabe[9]
  - Novata do Ano (2018)[1]
  - Trios Tag Team Tournament (2019) – com Bea Priestley e Viper
  - 5★Star GP Awards
    - Prêmio Blue Stars de Melhor Luta (2020) vs. Syuri[68]

  - Year-End Awards
    - Prêmio de Melhor Luta (2020) vs. Mayu Iwatani em 15 de novembro[69]
    - Prêmio de Melhor Dupla
      - (2018) – com Momo Watanabe[10]
      - (2020) – com Saya Kamitani[69]

    - Prêmio de MVP (2021)[70]
    - Prêmio de Desempenho Extraordinário (2018)[10]
- Wrestling Observer Newsletter Awards
  - MVP do Wrestling Feminino (2021)